# Jicchak Klinghoffer
Jicchak Klinghoffer (hebrejsky: יצחק קלינגהופר, plným jménem יצחק הנס קלינגהופר, Jicchak Hans Klinghoffer, žil 17. února 1905 – 31. ledna 1990) byl izraelský politik a poslanec Knesetu za strany Liberální strana a Gachal.

## Biografie
Narodil se v Haliči v tehdejším Rakousku-Uhersku. Pak se přestěhoval do Vídně, kde vystudoval střední školu a právo a politologii na Vídeňské univerzitě. V roce 1927 zde získal doktorát z práva a roku 1930 doktorát z politologie. V letech 1928–1938 pracoval jako právník ve Vídni. Po anšlusu Rakouska se přestěhoval do Francie a roku 1940 do Brazílie. V letech 1948–1954 byl právním poradcem rakouské ambasády v Brazílii. V roce 1953 přesídlil do Izraele. V letech 1953–1954 přednášel právo na Hebrejské univerzitě. V letech 1957–1958 zde byl profesorem a v letech 1959–1961 děkanem právnické fakulty. V letech 1968–1974 byl stálým profesorem. V letech 1975–1976 působil jako právní poradce auditora obranného sektoru.

## Politická dráha
V roce 1961 byl jedním ze zakladatelů Liberální strany a předsedou její pobočky v Jeruzalému. V izraelském parlamentu zasedl poprvé po volbách v roce 1961, do nichž šel za Liberální stranu. Stal se členem výboru pro ústavu, právo a spravedlnost a výboru House Committee. V průběhu volebního období přešel do širší pravicové formace Gachal. Opětovně byl zvolen, nyní už za Gachal, ve volbách v roce 1965. Byl opět členem výboru pro ústavu, právo a spravedlnost a výboru House Committee. Na kandidátce Gachal uspěl i ve volbách v roce 1969. Byl členem výboru pro ústavu, právo a spravedlnost a výboru pro zahraniční záležitosti a obranu. Předsedal podvýboru pro novely. Ve volbách v roce 1973 poslanecký mandát neobhájil.